# Tierra Blanca, San Pedro el Alto
Tierra Blanca är en ort i Mexiko.   Den ligger i kommunen San Pedro el Alto och delstaten Oaxaca, i den sydöstra delen av landet, 500 km sydost om huvudstaden Mexico City. Tierra Blanca ligger 1 900 meter över havet och antalet invånare är 326.
Terrängen runt Tierra Blanca är kuperad åt nordväst, men åt sydost är den bergig. Terrängen runt Tierra Blanca sluttar söderut. Runt Tierra Blanca är det ganska glesbefolkat, med 38 invånare per kvadratkilometer. Närmaste större samhälle är Los Naranjos Esquipulas, 6,4 km sydost om Tierra Blanca. I omgivningarna runt Tierra Blanca växer i huvudsak städsegrön lövskog.